# Madonna (estudio)
Madonna es un estudio de cine pornográfico japonés especializado en vídeos jukujo.

## Información
Madonna es un estudio audiovisual situado en Tokio, afiliado al gran conglomerado audiovisual Hokuto Corporation, que distribuye sus vídeos a través del sitio web DMM. Su director general de la empresa es Katsuhisa Aoyagi.
Madonna registró su sitio web en octubre de 2003 y lanzó sus primeros vídeos en diciembre de ese mismo año. Su primer vídeo, Man-Eating Mature Women - Semen Squeezing, estaba protagonizado por Maki Tomoda, Aki Tomosaki y Mayumi Kusunoki. La empresa está especializada en películas del género de la "mujer madura" (熟女, jukujo) o pornografía MILF, a veces con temática incestuosa. Este tipo de producciones de mujeres maduras han sido una tendencia creciente en el porno japonés desde mediados de los años 1990 y fueron popularizadas en AV por el director Goro Tameike. Además de Aki Tomosaki y Maki Tomoda, otras actrices maduras que aparecieron en los primeros vídeos de Madonna fueron Ayano Murasaki y Runa Akasaka. Eitaro Haga ha sido el director jefe de la compañía, con un listado de más de 150 vídeos para Madonna a finales de 2011.
Desde sus inicios, los vídeos originales del estudio utilizaron series de códigos de producción del tipo JUK-001 para los lanzamientos en VHS y JUKD-001 para los lanzamientos en DVD. Los vídeos recopilatorios se etiquetaron con las series JUS-001 y JUSD-001. En diciembre de 2008, el código original se completó con el lanzamiento del vídeo JUKD-999. En enero de 2009 se inauguró una nueva serie de códigos para DVD con el formato JUC-001. Los vídeos recopilatorios siguen utilizando el formato JUSD-xxx. El estudio produce un total de unos 20 vídeos originales y recopilatorios al mes. Como complemento al sello estándar de Madonna, en noviembre de 2007, Madonna instituyó un nuevo sello, Fitch, que utiliza códigos del tipo JUFD-001. En noviembre de 2011, el sitio web DMM enumeraba un total de 2082 DVD disponibles bajo el nombre de Madonna.
Madonna lanzó su primer vídeo en 3D, 3D Co-Starring Mature Beauties: Tempting Love of Mother and Aunt, dirigido por Eitaro Haga y protagonizado por Ayano Murasaki y Reiko Makihara, el 25 de febrero de 2011.

## Actrices
Algunas AV Idols del porno japonés que han actuado para Madonna han sido:
- Yumi Kazama
- Kyōko Aizome
- Yumika Hayashi
- Kyōko Kazama
- Eri Kikuchi
- Natsumi Kitahara
- Riri Kōda
- Chisato Shouda
- Maki Tomoda
- Aki Tomosaki
- Maria Yumeno